# Filip Kubski
Filip "NEO" Kubski (* 15. června 1987, Poznaň) je polský profesionální hráč Counter-Strike a Counter-Strike: Global Offensive. Nyní hraje za tým Faze Clan

## Vybrané vyhrané turnaje
- World Cyber Games 2006
- Intel Extreme Masters 2007
- Electronic Sports World Cup 2007
- World Cyber Games 2007
- Electronic Sports World Cup 2008
- World eSports Games: e-Stars 2008
- World Cyber Games 2009
- World Cyber Games 2011
- Intel Extreme Masters VI 2011
- EMS One Katowice 2014
- Copenhagen Games 2015
- ESEA Invite Season 18 Global Finals 2015
- CEVO Professional Season 7 Finals 2015
- ESL ESEA Dubai Invitational 2015
- CEVO Professional Season 8 Finals 2015
- SL i-League Invitational #1 2016
- ELEAGUE Season 2016
- DreamHack ZOWIE Open Bucharest 2016
- DreamHack Masters Las Vegas 2017
- Adrenaline Cyber League 2017